# Campionati italiani assoluti di scherma del 1943
I Campionati italiani assoluti di scherma del 1943 sono stati organizzati dalla Federazione Italiana Scherma.
Nel fioretto, si sono aggiudicati i titoli dei campionati italiani Amilcare Angelini e la Velasco, entrambi alla loro prima affermazione.
Il titolo della spada è andato a Roberto Battaglia, bissando quello dell'anno precedente.
Nella sciabola Umberto De Martino ha vinto il suo primo titolo nazionale maschile.
Il campionato italiano di fioretto a squadre femminile è andato al Guf – Circolo Scherma Torino.

## Podi

### Uomini
| Specialità  | Oro                | Argento | Bronzo |
| Individuali |                    |         |        |
| Fioretto    | Amilcare Angelini  | -       | -      |
| Spada       | Roberto Battaglia  | -       | -      |
| Sciabola    | Umberto De Martino | -       | -      |

### Donne
| Specialità  | Oro                            | Argento | Bronzo |
| Individuali |                                |         |        |
| Fioretto    | Velasco                        | -       | -      |
| A squadre   |                                |         |        |
| Fioretto    | Guf – Circolo Scherma Torino - | -       | -      |